# Acestrorhynchus lacustris
Acestrorhynchus lacustris és una espècie de peix de la família dels acestrorrínquids i de l'ordre dels caraciformes.

## Morfologia
- Els mascles poden assolir 27 cm de longitud total.[6][7]

## Hàbitat
És un peix d'aigua dolça i de clima tropical.

## Distribució geogràfica
Es troba a Sud-amèrica: conques dels rius São Francisco i Paranà.